# Collected
«Collected» — двойной сборник британского коллектива Massive Attack, издан 27 марта 2006 года.

## Об альбоме
13 марта 2006 года вышел новый сингл «Live with me» записанный Massive Attack совместно с джазовым певцом Терри Каллером. В январе также был снят видеоклип на эту песню, режиссёром которого стал Джонатан Глазер, ранее делавший вместе с Massive Attack видео на песню «Karmacoma».
27 марта 2006 года вышел альбом Collected, в который вошли лучшие произведения группы, и ранее не выпускавшийся материал.

## Список композиций

### Диск 1
1. Safe From Harm (feat. Шара Нельсон[англ.]) – 5:19
2. Karmacoma – 5:14
3. Angel (feat. Хорас Энди) – 6:14
4. Teardrop (feat. Элизабет Фрейзер) – 5:28
5. Inertia Creeps – 5:54
6. Protection (feat. Трэйси Торн[англ.]) – 7:45
7. Butterfly Caught – 5:08
8. Unfinished Sympathy (feat. Шара Нельсон) – 5:12
9. Risingson – 4:57
10. What Your Soul Sings (feat. Шинед О'Коннор) – 6:37
11. Future Proof – 5:42
12. Five Man Army (feat. Хорас Энди) – 5:21
13. Sly (feat. Николлет[англ.]) – 4:56
14. Live With Me (feat. Терри Калье) – 4:51

### Диск 2
Существует редакция альбома, в которую включён бонусный двухслойный диск. Слой CD содержит редкие материалы, а слой DVD содержит все снятые на данный момент клипы.

#### СлойCD
1. False Flags – 5:40
2. Incantations (feat. Хорас Энди) – 3:19
3. Silent Spring (feat. Элизабет Фрейзер) – 3:07
4. Bullet Boy – 4:04
5. Black Melt (feat. Элизабет Фрейзер) – 5:12
6. Joy Luck Club (feat. Дэбби Клэр) – 4:58
7. Small Time Shoot 'Em Up (feat. Деймон Албарн) – 6:44
8. I Against I (feat. Mos Def) – 5:42
9. I Want You (feat. Мадонна) – 6:21
10. Danny The Dog – 6:02

#### СлойDVD
1. "Daydreaming"
  - Режиссёр Baillie Walsh
2. "Unfinished Sympathy"
  - Режиссёр Baillie Walsh
3. "Safe From Harm"
  - Режиссёр Baillie Walsh
4. "Be Thankful For What You've Got"
  - Режиссёр Baillie Walsh
5. "Sly"
  - Режиссёр Стефан Сенауи
6. "Protection"
  - Режиссёр Мишель Гондри
7. "Karmacoma"
  - Режиссёр Джонатан Глейзер
8. "Risingson"
  - Режиссёр Walter Stern
9. "Teardrop"
  - Режиссёр Walter Stern
10. "Angel"
  - Режиссёр Walter Stern
11. "Inertia Creeps"
  - Режиссёр Wiz
12. "Special Cases"
  - Режиссёр H5
13. "Butterfly Caught"
  - Режиссёр Daniel Levi
14. "Live With Me"
  - Режиссёр Jonathan Glazer
15. "Live With Me (alternative version)"
16. "False Flags"
  - Режиссёр Paul Gore